# Jaworzyna Śląska (gmina)
Jaworzyna Śląska – gmina miejsko-wiejska w województwie dolnośląskim, w powiecie świdnickim. W latach 1975–1998 gmina położona była w województwie wałbrzyskim.
Siedziba gminy to Jaworzyna Śląska.
Według danych z 30 czerwca 2007 gminę zamieszkiwało 10 337 osób. Natomiast według danych z 31 grudnia 2019 roku gminę zamieszkiwało 10 239 osób.
Według danych z 30 czerwca 2020 roku gminę zamieszkiwało 10 235 osób.

## Struktura powierzchni
Według danych z roku 2002 gmina Jaworzyna Śląska ma obszar 67,34 km², w tym:
- użytki rolne: 84%
- użytki leśne: 7%

Gmina stanowi 9,06% powierzchni powiatu.

## Demografia

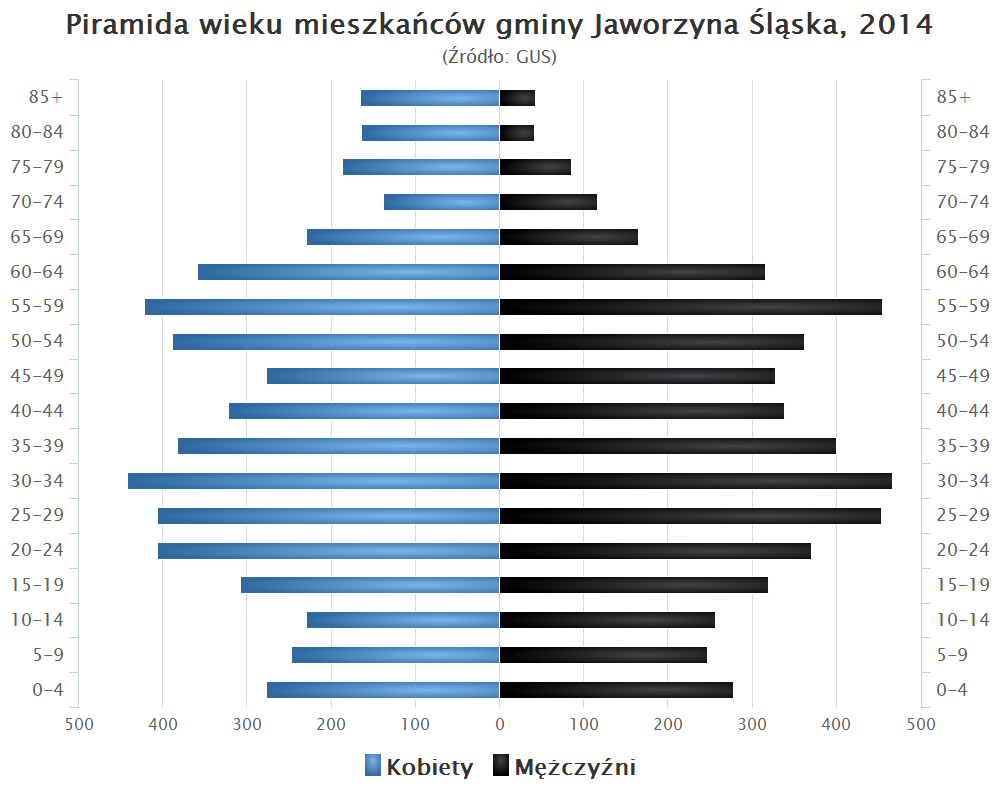
Piramida wieku mieszkańców gminy Jaworzyna Śląska w 2014 roku

Dane z 30 czerwca 2004:
| Opis                              | Ogółem | Ogółem | Kobiety | Kobiety | Mężczyźni | Mężczyźni |
| --------------------------------- | ------ | ------ | ------- | ------- | --------- | --------- |
| jednostka                         | osób   | %      | osób    | %       | osób      | %         |
| populacja                         | 10 294 | 100    | 5372    | 52,2    | 4922      | 47,8      |
| gęstość zaludnienia (mieszk./km²) | 152,9  | 152,9  | 79,8    | 79,8    | 73,1      | 73,1      |

## Miejscowości w gminie
Bagieniec, Bolesławice, Czechy, Milikowice, Nowice, Nowy Jaworów, Pasieczna, Pastuchów, Piotrowice Świdnickie, Stary Jaworów, Tomkowa, Witków.

## Sąsiednie gminy
Strzegom, Świdnica, Świdnica (miasto), Świebodzice, Żarów